# Underhill (Wisconsin)
Underhill es un pueblo ubicado en el condado de Oconto en el estado estadounidense de Wisconsin. En el Censo de 2010 tenía una población de 882 habitantes y una densidad poblacional de 9,55 personas por km².

## Geografía
Underhill se encuentra ubicado en las coordenadas 44°54′15″N 88°25′12″O / 44.90417, -88.42000. Según la Oficina del Censo de los Estados Unidos, Underhill tiene una superficie total de 92.35 km², de la cual 91.02 km² corresponden a tierra firme y (1.43%) 1.32 km² es agua.

## Demografía
Según el censo de 2010, había 882 personas residiendo en Underhill. La densidad de población era de 9,55 hab./km². De los 882 habitantes, Underhill estaba compuesto por el 89% blancos, el 0% eran afroamericanos, el 5.22% eran amerindios, el 0.11% eran asiáticos, el 0% eran isleños del Pacífico, el 3.06% eran de otras razas y el 2.61% pertenecían a dos o más razas. Del total de la población el 4.08% eran hispanos o latinos de cualquier raza.